# Душнево
Душнево — деревня в Бабушкинском районе Вологодской области.
Входит в состав Березниковского сельского поселения, с точки зрения административно-территориального деления — в Березниковский сельсовет.
Расстояние до районного центра села имени Бабушкина по автодороге составляет 79 км, до центра муниципального образования Воскресенского по прямой — 0,9 км. Ближайшие населённые пункты — Житниково, Воскресенское, Васильево.
Население по данным переписи 2002 года — 64 человека (31 мужчина, 33 женщины). Преобладающая национальность — русские (98 %).
ЛитератураЛитература
Притаившись на склоне, 
Неприметна на вид, 
Воскресенская школа 
Над рекою стоит. 
Утром пасмурным, серым, 
Или солнечным днём 
Здесь распахнуты двери, 
И торопит звонок. 
В этом классе читают, 
Там находят ответ. 
Знания здесь добывают - 
Равнодушных тут нет! 
Хоть учитель, конечно, 
Очень строгий на вид, 
Человека сердечней 
Вам вокруг не найти! 
И в руках его скромных - 
Дерзкой мысли полёт, 
Жизни свет и духовность, 
И добра торжество. 
Неудачи бывают, 
Но они все уйдут, 
Здесь поэзия с прозой 
Неразлучно живут. 
И во время застоя 
И во дни перемен 
Наша сельская школа 
На виду у людей.